# Yarirí
Yarirí o yarirismo es el nombre dado a una escuela suní de fiqh de corta duración que se derivó del trabajo de al-Tabari, el erudito musulmán persa de los siglos IX y X en Bagdad. 
Aunque finalmente se extinguió, el madhhab de al-Tabari floreció entre los ulemas suníes durante dos siglos después de su muerte.

## Principios
Christopher Melchert, profesor de la Universidad de Oxford, describe la escuela yarirí como semirracionalista, similar a la escuela shafií. También compartía características con la escuela zahirí además de con los shafiíes.
Al-Tabari se caracterizaba por una fuerte tendencia bíblica pero dentro de un marco de tiempo limitado. Parece, como Daud al-Zahiri, restringir históricamente el consenso (iyma), definiéndolo como la transmisión por parte de muchas autoridades de informes sobre los que los sahaba acordaron por unanimidad. Al igual que Daud al-Zahiri, también sostuvo que el consenso debe estar ligado a un texto y no puede basarse en una analogía legal (qiyas). Después de citar sus fuentes —en sus principales obras, se basaba esencialmente en trabajos escritos e informes existentes— da lo que considera que es la opinión más aceptable. Sin embargo, su diferencia más notable con sus contemporáneos fue su énfasis en el ijtihad y el ejercicio independiente del juicio.
Los historiadores musulmanes y los estudiosos del derecho teorizaron que una de las raíces principales de los puntos de vista antirracionalistas, tradicionalistas y orientados hacia los hadices provino históricamente de uno de los compañeros de Mahoma llamado Zubayr ibn al-Awwam. Estos puntos de vista fueron compartidos por muchos eruditos influyentes en la historia que alcanzaron el rango de mujtahid (eruditos que permitieron abrir su propio madhhab debido a la vastedad de su conocimiento) como el shafií Ibn Kathir, el hanbalí Ibn Taymiyyah, Ibn Hazm, madhhab independiente de Bujari, y eruditos del maddhab zahirí.
La escuela yarirí estuvo frecuentemente en conflicto con la escuela hanbalí de Ahmad Ibn Hanbal. La escuela yarirí se destacó por sus actitudes liberales hacia el papel de la mujer; por ejemplo, sostenía que las mujeres podían ser jueces y guiar a los hombres en la oración. También se encontraron conflictos con la escuela hanafí sobre el tema de la preferencia jurídica (istihsan), que la escuela yarirí censuró severamente.